# الکساندر تیولیس
الکساندر تیولیس (یونانی: Αλέξανδρος Τζιόλης؛ زاده ۱۳ فوریهٔ ۱۹۸۵) یک بازیکن فوتبال اهل یونان است.
وی همچنین در تیم ملی فوتبال یونان بازی کرده‌است.